# Marcos Álvarez
Marcos Álvarez (* 30. September 1991 in Gelnhausen) ist ein deutscher Fußballspieler. Der Stürmer war langjähriger Spieler des VfL Osnabrück.

## Familie
Álvarez ist der Sohn eines Spaniers und einer Deutsch-Italienerin und wurde in Gelnhausen im hessischen Main-Kinzig-Kreis geboren. Sein Vater Julio Álvarez (* 1959) spielte unter anderem für den FSV Frankfurt, sein Onkel ist der ehemalige spanische Fußballspieler und heutige -trainer Antonio Álvarez.
Nach dem Saisonspiel des VfL Osnabrück gegen Holstein Kiel am 21. Juni 2020 (4:1), bei dem der VfL den Zweitliga-Klassenerhalt sicherte, heiratete Álvarez seine Freundin Helena im Stadion Bremer Brücke.

## Karriere

### Vereine
Álvarez, der schon seit der Jugend auf der Stürmerposition zum Einsatz kommt, begann seine Laufbahn als Fußballer bereits mit vier Jahren beim FSV 08 Neuberg, für den er bis 2002 aktiv war. Vom TSV 1860 Hanau aus folgte im Jahre 2005 der Wechsel in die Jugendabteilung von Kickers Offenbach, für die er bis 2007 spielte und von dort aus den Sprung in die deutsche U16-Nationalmannschaft schaffte. Im Sommer 2007 wechselte Álvarez zu Eintracht Frankfurt.
Der Rechtsfüßer, der von der Eintracht mit einem Vertrag bis zum Sommer 2012 ausgestattet wurde und danach auch zum erweiterten Kader der deutschen U18-Nationalmannschaft zählte, spielte von 2009 bis Januar 2011 17-mal für die zweite Mannschaft der Eintracht in der Regionalliga Süd, wobei er zehn Tore erzielte. Am 30. Januar 2010 gab er im Spiel gegen den 1. FC Köln sein Debüt in der Bundesliga. Ein Stammplatz blieb ihm jedoch verwehrt. Michael Skibbe, seinerzeit Trainer der Frankfurter Eintracht, stellte klar, dass Álvarez keine Chance haben werde. In der Winterpause der Saison 2010/11 wechselte Álvarez zur Drittligamannschaft des deutschen Rekordmeisters FC Bayern München. Dort wurde er allerdings nicht im Sturm eingesetzt, sondern im defensiven Mittelfeld bzw. auf der rechten Abwehrseite. Die zweite Mannschaft des FC Bayern stieg am Ende in die Regionalliga Süd ab. Álvarez kehrte zur Saison 2011/12 zur Frankfurter Eintracht zurück, die mittlerweile aus der Bundesliga abgestiegen war. Am 5. Juni 2012 unterschrieb er einen Zweijahresvertrag bei den Stuttgarter Kickers.
Am 28. Mai 2014 verpflichtete ihn der Drittligist VfL Osnabrück, bei dem er einen bis zum 30. Juni 2016 gültigen Vertrag erhielt. In der Saison 2015/16 war er mit zehn Toren bester Osnabrücker Torschütze. Im Spiel gegen den Chemnitzer FC zog sich Álvarez im Mai 2016 einen Kreuzbandriss zu. Nach der Verletzung konnte er sich mit dem VfL nicht über eine Verlängerung seines Vertrags einigen und verließ den Verein in der Sommerpause 2016. Am 19. Dezember 2016 wurde bekannt, dass Álvarez ablösefrei zu Dynamo Dresden wechselt und dort einen Vertrag bis 2018 unterschreibt.
Nach einer erneuten Verletzung und nur fünf Einsätzen in Dresden kehrte er im August 2017 zum VfL Osnabrück zurück. In der Saison 2018/19 stieg Álvarez mit dem VfL in die 2. Bundesliga auf und war mit elf Toren erneut der beste Torschütze der Mannschaft. Sein bis 2019 gültiger Vertrag verlängerte sich durch den Aufstieg bis Juni 2020. In der Saison 2019/20 gelang Álvarez mit dem VfL Osnabrück der Klassenerhalt in der 2. Liga.
Eine weitere Verlängerung verweigerte der Angreifer im Januar 2020, um nach Abschluss der Zweitligasaison 2019/20 nach Polen zum Erstligisten KS Cracovia zu wechseln. Ende Januar 2023 wechselte er zurück nach Deutschland und er schloss sich dem Drittligisten SV Meppen an. Zur Saison 2023/24 kehrte er zu seinem Jugendklub Kickers Offenbach zurück. Seit der Saison 2024/25 spielt der Mittelstürmer für den Oberligisten TuS Bersenbrück.

### Nationalmannschaft
Álvarez spielte dreimal für die deutsche U16-Nationalmannschaft; erstmals am 22. September 2006 in Rotenburg/Wümme beim 2:1-Sieg über die Auswahl Nordirlands, als er in der 41. Minute für Toni Kroos eingewechselt wurde. Zwei Tage später erzielte er in Schneverdingen beim 4:0-Sieg gegen eben jene Auswahl den Treffer zum 2:0 und damit sein erstes Länderspieltor. Sein letztes Spiel in dieser Auswahl absolvierte er am 30. Mai 2007 in Berlin beim 1:0-Sieg über die Auswahl Frankreichs. Für die U17-Auswahl kam er viermal zum Einsatz; erstmals am 15. Februar 2008 in Troisdorf beim 2:0-Sieg über die Auswahl Schottlands, gegen die er zwei Tage später in Euskirchen auch den 1:0-Siegtreffer in der 80. Minute erzielte. Seinen letzten Einsatz bestritt er am 18. März 2008 in Lissywoollen beim 2:0-Sieg über die Auswahl Griechenlands im Rahmen der Qualifikation zur U17-Europameisterschaft. In der Qualifikation zur U19-Europameisterschaft (18. bis 30. Juli 2010 in Frankreich), kam Álvarez in drei Spielen (18. Mai; 4:1 gegen Polen (1 Tor), 20. Mai; 1:2 gegen die Slowakei, 23. Mai; 0:3 gegen die Niederlande) zum Einsatz. Für die U20 bestritt er zwei Länderspiele. Am 7. Oktober 2010 in Heidenheim beim 2:0-Sieg über die Schweiz und am 10. Oktober 2010 in Włocławek beim 1:0-Sieg über die Auswahl Polens.

## Erfolge
VfL Osnabrück
- Meister der 3. Liga und Aufstieg in die 2. Bundesliga: 2019

KS Cracovia
- Polnischer Supercupsieger: 2021

## Sonstiges
Am 8. April 2018 führte Álvarez beim Spiel FSV Zwickau gegen den VfL Osnabrück irregulärerweise den Anstoß zu Beginn beider Halbzeiten aus.